# Javier Saviola
Pour les articles homonymes, voir Saviola.
Javier Pedro Saviola Fernández, né le 11 décembre 1981 à Belgrano (Buenos Aires), est un footballeur international argentin qui évoluait au poste d'attaquant.
Javier Saviola est formé et débute en tant que professionnel avec River Plate, il remporte deux fois le championnat et est désigné meilleur joueur d'Argentine et d'Amérique du Sud en 1999, avant de céder aux sirènes du FC Barcelone. Après plusieurs saisons remplies mais vierges de titre, il part en prêt à l'AS Monaco puis au FC Séville. En Andalousie, Saviola brandit la Coupe UEFA 2005-2006. Il signe ensuite au Real Madrid, avec lequel il remporte la Liga 2007-2008. Avec Benfica, il rafle un championnat et trois Coupes de la Ligue. Sa nostalgie de l'Espagne le pousse à s'engager à Malaga en 2012. Il joue ensuite deux ans à l'Olympiakós où il remporte deux championnats puis un an avec le Hellas Vérone avant de retourner dans son club formateur de River Plate en 2015.
Avec l'Argentine, Saviola s'illustre à la pointe de l'équipe lors de la Coupe du monde U20 2001 et reçoit le Ballon d'or Adidas du meilleur joueur et le Soulier d'or du meilleur buteur de la compétition. Il met ensuite son talent au service de l'équipe A et dispute la Copa América 2004, achevée en deuxième position par l'Albiceleste, avant d'obtenir la médaille d'or des Jeux olympiques d'Athènes 2004. Après avoir été finaliste de la Coupe des confédérations 2005, il dispute ses derniers matches avec la sélection nationale durant la Coupe du monde 2006.
Très tôt, Saviola se voit surnommer El Conejo (Le Lapin) voire El Conejito (Le Petit Lapin) à cause de sa taille (1,68 m), de sa vitesse et de sa denture lui donnant des airs de rongeur.

## Biographie

### Enfance et formation
Javier Pedro Saviola Fernández est le fils unique de Roberto et María Antonia. Il intègre la section jeune du River Plate à huit ans, combinant études et football. Ses idoles sont Ariel Ortega et Diego Maradona.

### Révélation à River Plate (1998-2001)

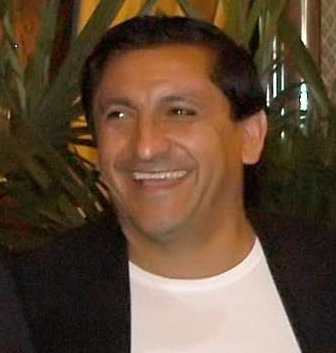
Ramón Díaz, l'entraîneur de ses débuts à River Plate.

Le 18 octobre 1998, Javier Saviola fait ses débuts sous le maillot de River Plate sur le terrain du Gimnasia Jujuy à seulement seize ans. Lors de cette partie, il marque et redonne l'avantage à son équipe (2-1, score final 2-2).
Entre 1998 et 2001, le duo Pablo Aimar-Saviola plane sur le football argentin, remportant avec River Plate le Tournoi d'ouverture en 1999, puis le Tournoi de clôture l'année suivante. Saviola signe 55 buts en trois saisons.
Il devient rapidement un buteur prolifique pour le club et contribue grandement à l'obtention des titres de championnats d'ouverture et de clôture 1999/2000. Dans le même temps, il est élu meilleur joueur sud-américain de l'année 1999. Âgé d'à peine 18 ans, ce jeune joueur est déjà considéré comme le plus grand espoir du football argentin.

### Confirmation au Barça (2001-2004)
En 2001, âgé de 19 ans, Javier Saviola est transféré au FC Barcelone. Sous les ordres de l'entraîneur Louis van Gaal, il inscrit 17 buts pour sa première saison avec le maillot catalan. Sa seconde saison démarre poussivement, puisqu'il ne marque que deux fois durant la première partie du championnat. Heureusement la suite est meilleure pour lui. Sous les ordres du nouveau manager Radomir Antić, Saviola inscrit onze buts dans la deuxième moitié de l'exercice, soit un total de treize sur la saison dont sept en Ligue des champions. La saison suivante, Frank Rijkaard devient le nouvel entraîneur et Saviola inscrit un nombre honorable de quatorze buts. Mais déjà le club blaugrana commence à faire les yeux doux à d’autres avant-centres, considérant Saviola trop cher et pas assez efficace. Ce qui survient à l’été avec la signature de Samuel Eto'o et, dans une moindre mesure, d’Henrik Larsson. Dès lors, le « Gaucho » n’a plus le choix : soit accepter le banc de touche, soit voir ailleurs si le désir d’un autre club à son égard est plus fort.

### Prêts et retour au Barça (2004-2007)

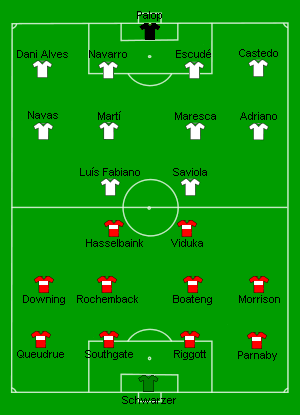
Saviola est titulaire lors de la finale de la Coupe UEFA 2005-2006, remportée 4-0.

Après la victoire aux JO d'Athènes, le Barça prête son attaquant à l'AS Monaco. Saviola remplace numériquement Fernando Morientes prêté la saison précédente et déclare plus tard : « Au départ, tout le monde pensait que j'allais occuper le poste de Morientes, mais les gens se sont rendu compte que nous sommes deux joueurs totalement différents. Notre seul point commun, c'est d'être venus ici pour faire nos preuves en Championnat et en Coupe d'Europe ». L'Argentin n'est pas toujours à son meilleur niveau en Ligue 1 cette saison, mais est plus en réussite en Coupe d'Europe, inscrivant deux buts lors de ses trois premiers matchs. Et il espère toujours retourner à Barcelone la saison suivante : « Les choses changent très rapidement au Barça. [...] Mon plus grand vœu est de retourner un jour à Barcelone ». Sous les ordres de Didier Deschamps, Saviola découvre les défenses de Ligue 1 et en ressort sans avoir pleinement convaincu malgré 17 buts marqués en 41 matchs. 
De retour en Catalogne, Saviola espère renouer avec son club mais celui-ci l’oblige à un second exil, cette fois au Séville FC. Il effectue une saison prometteuse et remporte la Coupe UEFA 2005-2006 avec ses coéquipiers, ce qui constitue son premier titre en Europe. Le souhait de l'attaquant est alors de poursuivre son aventure à Séville.
Malgré une Coupe du monde 2006 réussie, l'avant-centre doit encore se trouver un nouveau club. Entre ses deux attaquants argentins, Lionel Messi et Saviola, Franck Rijkaard, l'entraîneur du FC Barcelone fait son choix : le premier est un titulaire incontestable, le second n'entre clairement pas dans ses plans. Faute d'avoir trouvé un point de chute, Saviola doit néanmoins reprendre l'entraînement de pré-saison avec les Blaugranas au Danemark, toutes les tentatives pour le transférer s'étant heurtées à des obstacles. Saviola joue néanmoins quelques minutes lors du dernier match de la tournée américaine du club, marquant le dernier but contre les Red Bulls de New York (4-1), mais est ensuite exclu du groupe participant à la Supercoupe d'Espagne.

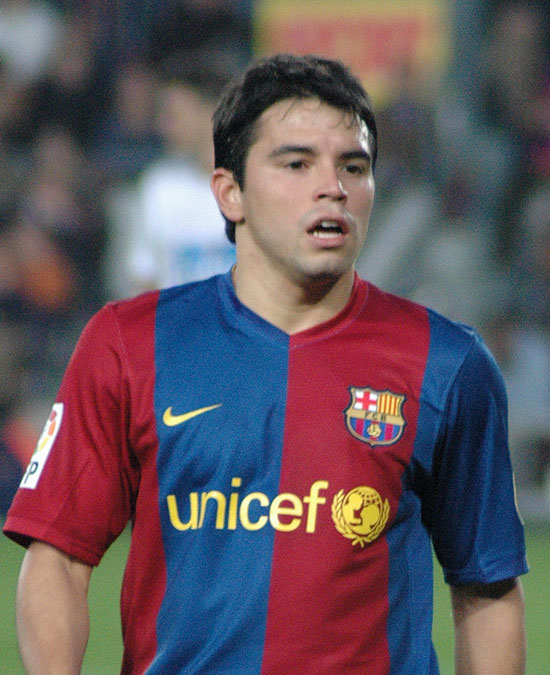
Saviola au FC Barcelone en 2007.

Saviola décide de rester à Barcelone, où son contrat le lie jusqu'en juin 2007. Il espère en effet réussir à s'imposer au Camp Nou même si Frank Rijkaard ne compte pas sur lui. En septembre 2006, Saviola dispute les dernières minutes du match nul concédé par le Barça face au Séville FC (1-1) pour sa première apparition de la saison en match officiel. À la suite de ce match, il est écarté par Rijkaard pour le déplacement au Werder Brême pour la deuxième journée du groupe A de la Ligue des champions. Malgré les blessures d'Eto'o et Messi, il n’est titularisé qu’à six reprises début 2007 mais prouve qu'il n'a pas perdu son sens du but avec huit buts inscrits en autant de matches en janvier. Le 18 janvier 2007, en quarts de finale de la Coupe du Roi face à Alavés, Saviola permet à son équipe, menée (2-0) après vingt minutes, de l'emporter (3-2) grâce à un triplé. Ce match lui permet d'être appelé en équipe d'Argentine quelques jours après pour affronter la France.
Souvent tracassé par des pépins physiques, « El Pibito » inscrit néanmoins cinq buts en Liga, dont trois à la suite entre la 18e et la 20e journée qui lui permettent de ne pas se faire oublier des recruteurs.
En juin 2007, souhaitant recruter Eric Abidal à l'Olympique lyonnais, le FC Barcelone propose Saviola en échange. Étant un fin de contrat, l'Argentin peut alors être recruté gratuitement par le club français, qui prend cela pour une preuve de suffisance.

### Real Madrid (2007-2009)
À l'été 2007, Javier Saviola signe au Real Madrid, dirigé par l'Allemand Bernd Schuster. Âgé de 25 ans, Saviola signe un contrat pour quatre saisons avec un salaire de 2,5 millions d'euros nets par saison, soit un million de moins que ce qu'il gagnait chaque année à Barcelone.
Malgré un temps de jeu limité (six matches dont trois comme titulaire) lors des six premiers mois, barré par la concurrence de Ruud van Nistelrooy et de Raúl, l'attaquant argentin ne souhaite pas quitter le Real Madrid en janvier 2008. Sur le site Internet du club, il affirme vouloir gagner sa place sur le terrain : « Si la situation n'évoluait pas, alors, je repenserai à ma condition. Mais ce n'est pas le cas en ce moment ». Quelques semaines plus tard, à Santiago-Bernabeu face au Real Majorque (0-1) en huitièmes de finale retour de la Coupe du Roi, l'attaquant argentin se tord la cheville en fin de première période lors d'un choc avec son partenaire Guti. Il est touché aux ligaments du genou gauche qui l'écarte des terrains durant plusieurs semaines.
Fin janvier 2009, l'attaquant argentin du Real Madrid joue très peu malgré le remplacement de Bernd Schuster par Juande Ramos à la tête de l'équipe, estime sa situation « intolérable » et veut quitter le club, déclare-t-il dans un entretien au journal Marca. « Je vis des moments très durs, parce qu'en dépit de mes efforts à chaque entraînement, je n'obtiens pas la moindre récompense en termes de minutes de jeu », déclare le joueur de 27 ans. Selon Ramos, l'Argentin n'atteint alors pas le niveau des joueurs titulaires du club. Saviola, dont le salaire annuel est d'environ 2,5 millions d'euros, précise qu'il a tenté de quitter le club lors de la trêve hivernale.

### Renaissance au Benfica (2009-2012)

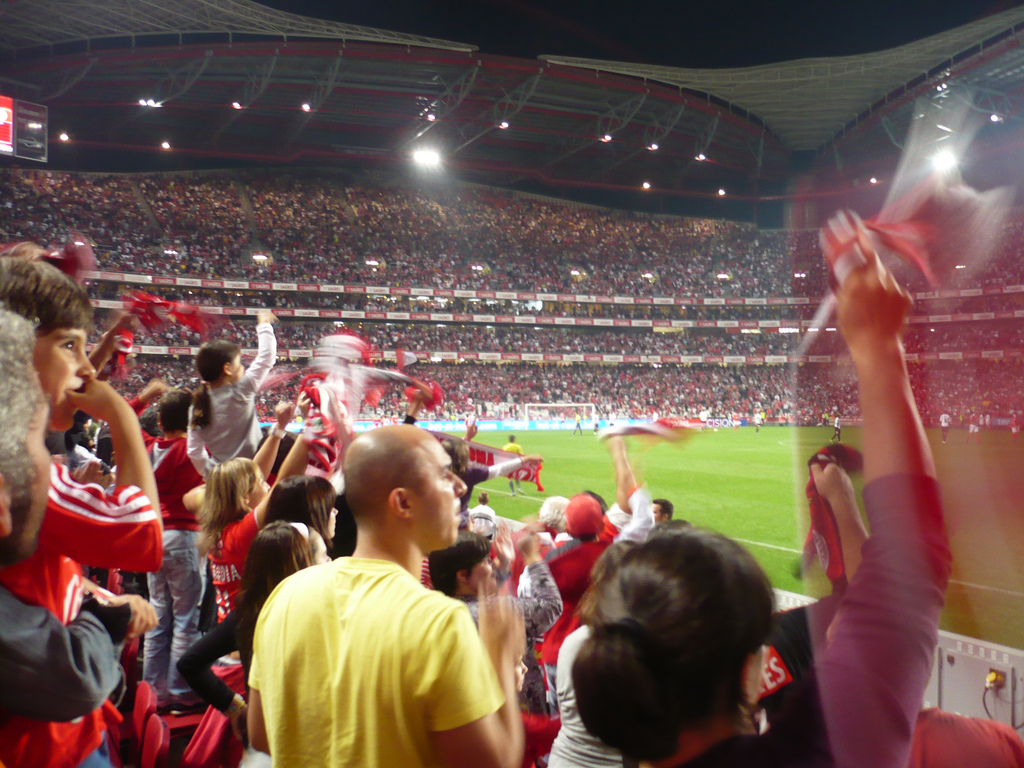
La joie de l'Estádio da Luz après un des premiers buts de Saviola en octobre 2009.

Après un temps de jeu très faible dans la capitale madrilène, Saviola se voit finalement transféré le 26 juin 2009 au Benfica Lisbonne pour trois ans et cinq millions d'euros de transfert. Contrat qu'il prolonge d'un an en janvier 2012 (jusqu'en juin 2013).

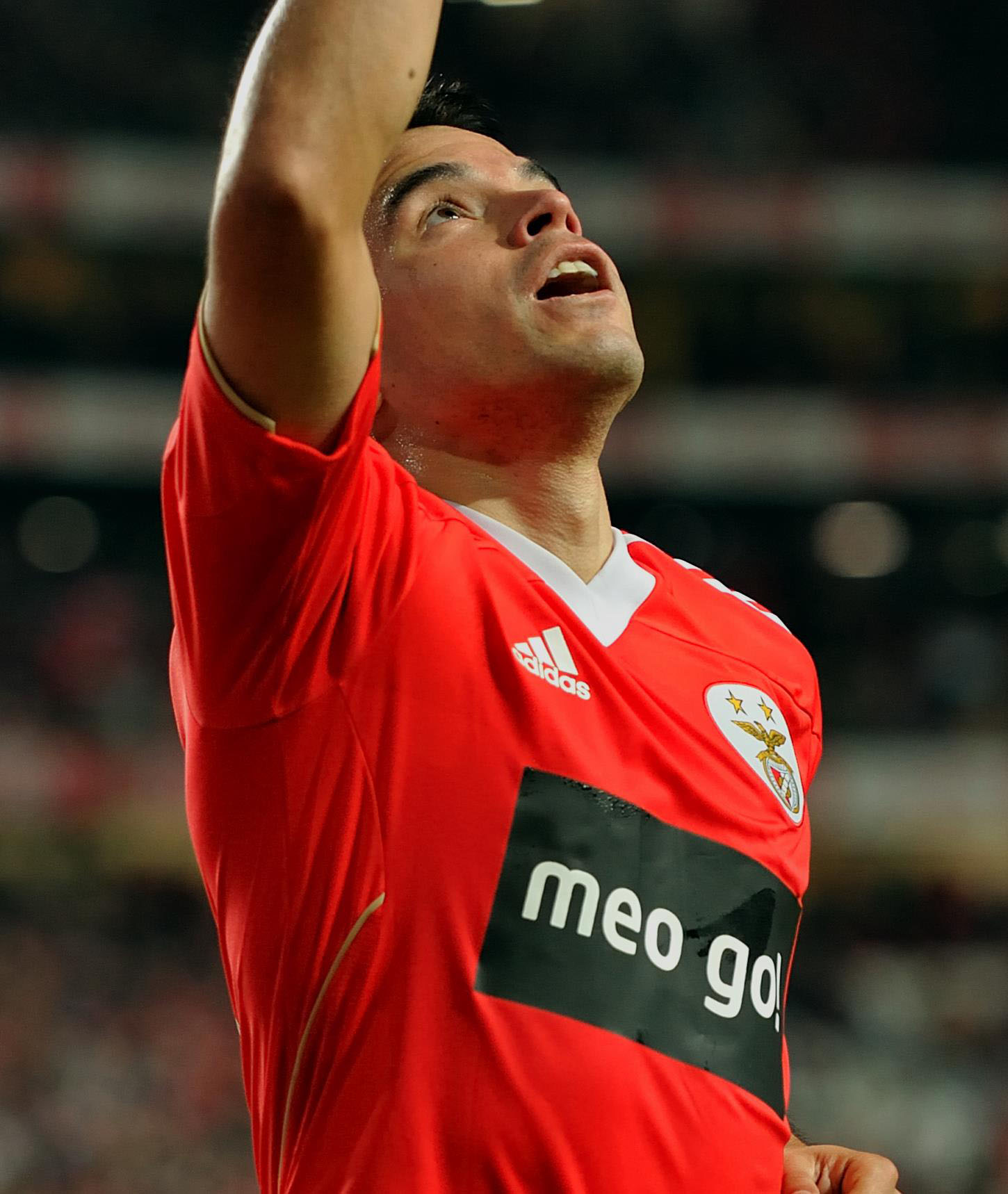
Saviola célébrant un but avec le Benfica en 2011.

Le Benfica Lisbonne espère alors profiter de l'expérience de ses deux anciens internationaux argentins Pablo Aimar et Saviola qui reconstituent, dix ans après, le duo redoutable qu'ils formaient à River Plate. Javier Saviola rejoint son ancien coéquipier arrivé un an plus tôt. Outre leur expérience, Benfica compte sur la bonne entente de ces deux joueurs doués sur le plan technique, qui sont les mieux payés chez le champion portugais. « C'est une chance énorme de jouer aux côtés de Saviola, explique Aimar. Je ne sais pas pourquoi mais lorsque j'ai le ballon dans les pieds, Javier est le premier que j'aperçois ».

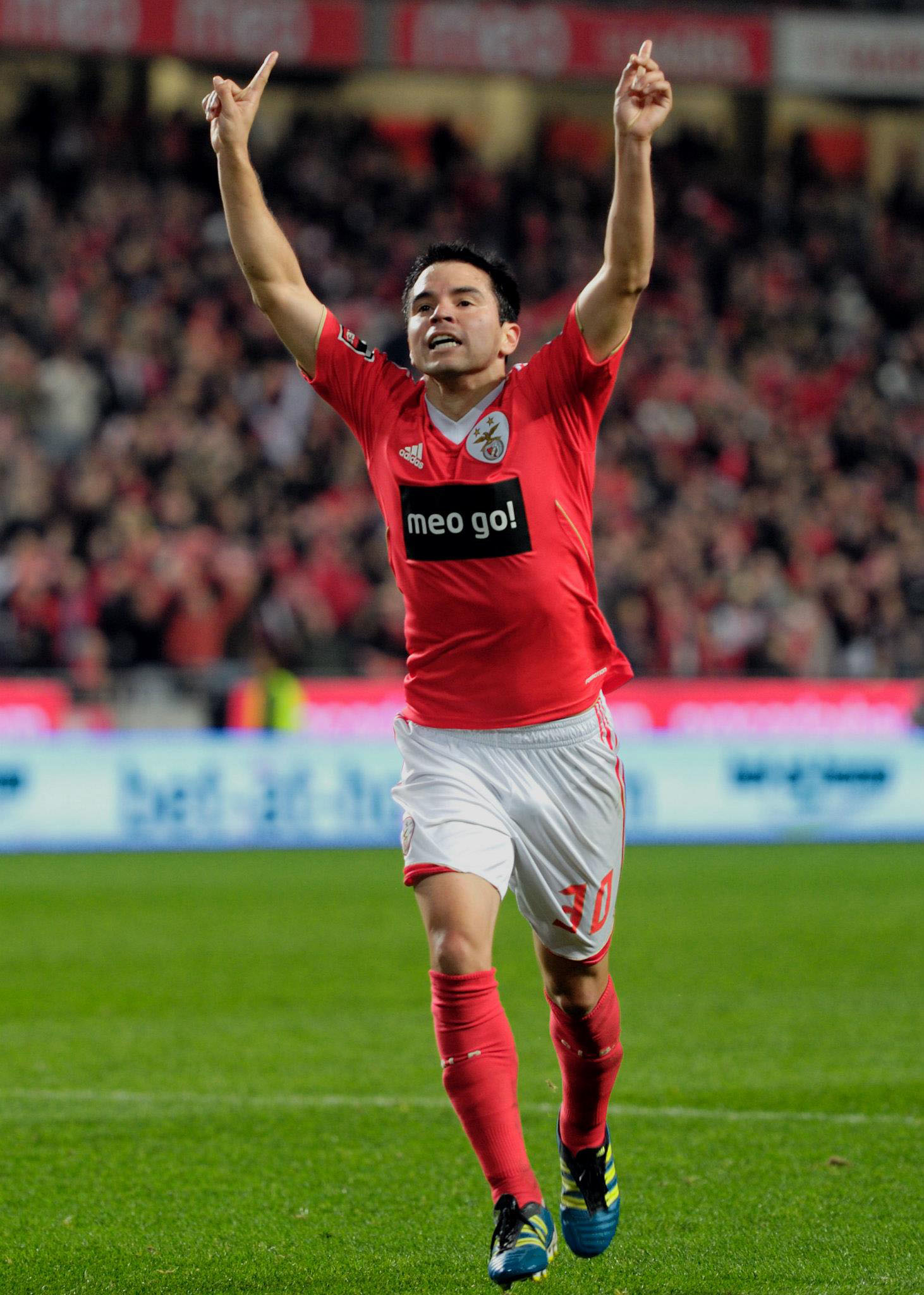
Saviola célébrant un but avec Benfica

Lors de la saison 2009-2010, Javier Saviola forme un duo complémentaire avec Óscar Cardozo. Alors que l'international paraguayen impose son physique (1,93 m) et sa puissante frappe du gauche, le « lapin » argentin reste à l'affût pour profiter de sa mobilité et de ses dribbles. En décembre 2009, Saviola donne la victoire à son équipe en marquant le seul but du Clássico qui oppose son club au FC Porto. Avec onze buts et quatre passes décisives, l'attaquant argentin participe au triomphe du club lisboète en championnat.
Le 14 avril 2012, le Benfica Lisbonne remporte sa quatrième Coupe de la Ligue d'affilée, la troisième pour Saviola. L'attaquant argentin est l'auteur d'un des deux buts de son équipe qui permet de l'emporter face à Gil Vicente (2-1).
En août 2012, le Benfica Lisbonne annonce le départ de Javier Saviola après résiliation du contrat de l’Argentin.

### Piges à Málaga, Olympiakos et Vérone (2012-2015)

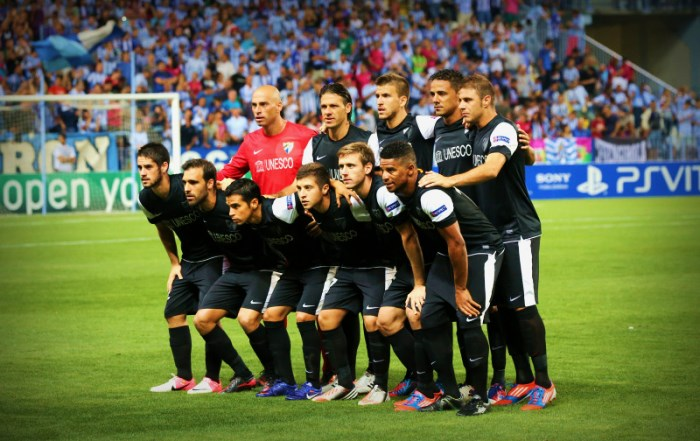
Saviola (3e depuis la gauche au 1er rang) et l'équipe de Malaga en 2012.

Le 31 août 2012, Javier Saviola tout juste libéré par Benfica, signe un contrat d'un an avec Málaga, qui est qualifié pour les phases de poule de l'UEFA Champions League. Il marque lors de son premier match, en Ligue des champions le 18 septembre 2012, contre le Zénith Saint-Pétersbourg (victoire 3-0). Le 24 novembre 2012, lors du match comptant pour la 13e journée de la Liga BBVA, Saviola inscrit un but à la 75e minutes de jeu contre le Valence CF, qui permet à l'équipe de mener sur le score de 2-0 (victoire 4-0). Le 16 février 2013, Saviola inscrit un but contre l'Athletic Bilbao qui permet à Málaga de s'imposer 1-0.
Le 24 juillet 2013, libre de tout contrat, Javier Saviola signe un contrat de deux ans avec l'Olympiakos. L'international argentin de 31 ans arrive en provenance de Malaga où il inscrit huit buts en 27 rencontres durant la saison 2012-2013. En décembre 2013, il permet au club grec de se qualifier pour les huitièmes de finale de la Ligue des champions en inscrivent un doublé (et ratant un penalty) contre Anderlecht pour une victoire 3-1.
Auteur de 14 buts en 34 matches toutes compétitions confondues avec l'Olympiakos, Javier Saviola (32 ans) découvre l'Italie lors de la saison 2014-2015. Le 1er septembre 2014, l'attaquant argentin signe un bail avec le Hellas Vérone.

### Retour à River Plate (2015-2016)
Libre depuis son départ du Hellas Vérone, Javier Saviola s'engage avec River Plate en juin 2015. L'attaquant de 33 ans est de retour dans son club formateur, qui s'apprête à jouer les demi-finales de Copa Libertadores en juillet. Il déclare alors : « j'ai hâte de commencer l'entraînement, a déclaré l'Argentin. Je pense que c'était le bon moment pour revenir. Pourvu que je puisse me sentir aussi aimé que quand je suis parti ».
Lors de son premier match au Stade Monumental, Saviola est titulaire et ovationné par les supporters millonarios. Malgré 14 matchs joués, Saviola ne parvient pas à marquer et à se montrer décisif. Il résilie son contrat en janvier 2016 avec son club de cœur.
Le 3 avril 2016, il annonce l'arrêt de sa carrière dans le magazine espagnol Marca Plus en déclarant : « Je me suis rendu compte qu’il ne me restait plus rien à faire dans le foot et je suis fier de ma carrière ».

### Équipe nationale (2000-2007)

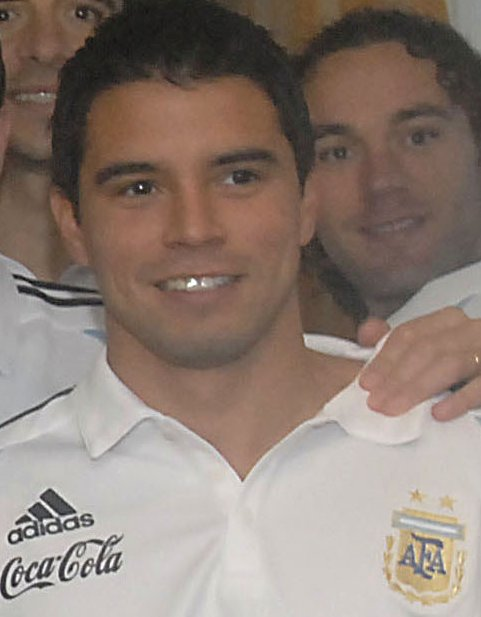
Javier Saviola avec l'équipe d'Argentine avant d'affronter la France en 2007.

Le 16 août 2000, à 18 ans, Javier Saviola connaît sa première sélection en équipe d'Argentine au Paraguay (1-1). Avec 18 ans et neuf jours, il est le second plus jeune joueur à débuter sous le maillot albiceleste, seulement dépassé par Diego Maradona (avec huit jours de moins).
En 2001, Saviola participe à la Coupe du monde des moins de 20 ans qui se déroule en Argentine. Le 1er juillet 2001, en quart de finale à Buenos Aires, il inscrit les trois buts argentins face à la France de Philippe Mexès et Gaël Givet (3-1). Il finit meilleur buteur et meilleur joueur du tournoi, tandis que dans le même temps son équipe remporte la compétition. Avec onze buts inscrits en seulement sept matchs, il devient également le meilleur buteur de toute l'histoire du tournoi. « C'est l'une des plus belles expériences de ma vie, aucun doute là-dessus » dit-il en 2015.
Saviola participe aux Jeux olympiques de 2004, et remporte la médaille d'or avec l'équipe d'Argentine. Sous la direction de Marcelo Bielsa, il n'a pas beaucoup l'occasion de jouer en faveur de son pays, mais l'arrivée du nouvel entraîneur José Pekerman en octobre 2005 change quelque peu les choses puisqu'il lui donne plus de temps de jeu.
Saviola est sélectionné par l'entraîneur José Pekerman pour participer à la Coupe du monde 2006. Lorsque l'Argentine inflige un terrible 6-0 à la Serbie, son tandem d'attaquants fonctionne à la perfection. Javier Saviola et Hernán Crespo confirme leur bonne sortie inaugurale face à la Côte d'Ivoire, au cours de laquelle ils marquent un but chacun.
Le 7 février 2007, Saviola inscrit au Stade de France le but de la victoire de l'Argentine contre la France, portant son total de buts avec l'Albiceleste à 11. En juin, il n'est pas sélectionné par Alfio Basile pour participer à la Copa América 2007.
Bien qu'il n'ait plus été sélectionné depuis 2007, il annonce de manière officielle le 5 décembre 2009, à seulement 27 ans, la fin de sa carrière en sélection. Il déclare sentir que sa carrière d'international argentin touche à sa fin et souhaite alors se concentrer sur son club du Benfica.

## Style de jeu

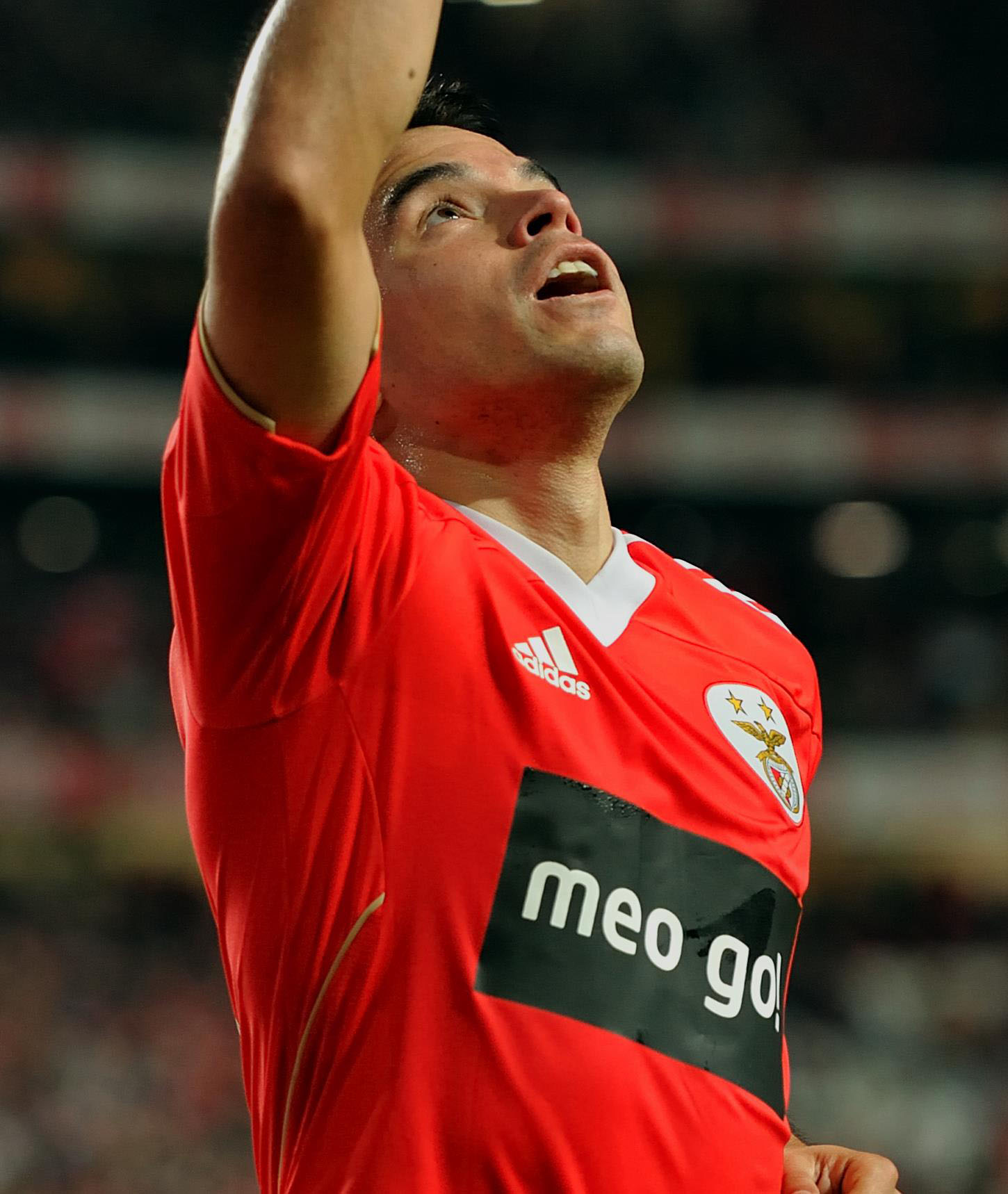
toujous la même célébration, une ou deux mains en l'air

L'attaquant argentin est rapide, mobile et sait se débarrasser de ses adversaires dans des espaces restreints. Saviola bénéficie aussi d'une bonne finition devant le but. Il cherche surtout les espaces, sollicitant des longs ballons en profondeurs de la part de ses partenaires.

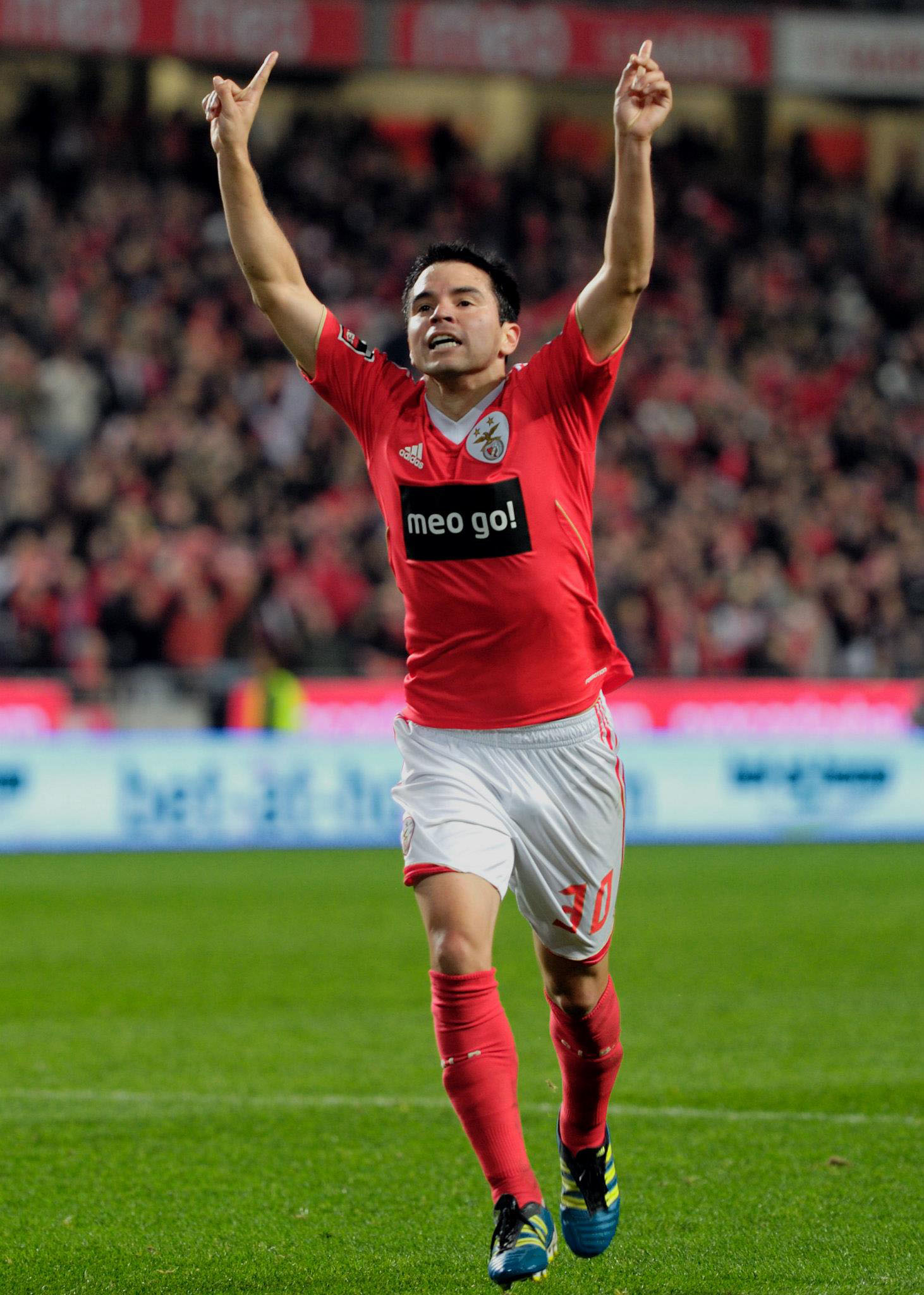
Javier Saviola célèbre ses buts en levant une ou les mains au ciel.

Au fil de ses différents clubs, Javier Saviola montre une belle entente footballistique avec des joueurs comme Aimar, Xavi, Ronaldinho et Kluivert.
En 2009, Ramón Díaz, l'entraîneur de ses débuts à River Plate, dit de lui que « Saviola a le don du placement. Il lit très bien le jeu, possède un sens inné du but et sait privilégier le collectif ».

## Statistiques

### Générales
Le tableau ci-dessous illustre les statistiques de la carrière professionnelle de Javier Saviola,.

| Saison                | Club                  | Championnat           | Championnat | Championnat | Championnat | Coupe nationale | Coupe nationale | Coupe nationale | Coupe de la Ligue | Coupe de la Ligue | Coupe de la Ligue | Autres compétitions | Autres compétitions | Autres compétitions | Autres compétitions | Argentine | Argentine | Argentine | Total | Total | Total |
| Saison                | Club                  | Division              | M.          | B.          | P.d.        | M.              | B.              | P.d.            | M.                | B.                | P.d.              | Comp.               | M.                  | B.                  | P.d.                | M.        | B.        | P.d.      | M.    | B.    | P.d.  |
| 1998-1999             | River Plate           | D1                    | 19          | 6           | 6           | -               | -               | -               | -                 | -                 | -                 | -                   | 12                  | 2                   | 3                   | -         | -         | -         | 31    | 8     | 9     |
| 1999-2000             | River Plate           | D1                    | 33          | 19          | 8           | -               | -               | -               | -                 | -                 | -                 | -                   | 10                  | 3                   | 4                   | -         | -         | -         | 43    | 22    | 12    |
| 2000-2001             | River Plate           | D1                    | 34          | 20          | 10          | -               | -               | -               | -                 | -                 | -                 | -                   | 12                  | 7                   | 5                   | 1         | 0         | 0         | 47    | 27    | 15    |
| Sous-total            | Sous-total            | Sous-total            | 86          | 45          | 24          | -               | -               | -               | -                 | -                 | -                 | -                   | 34                  | 12                  | 12                  | 1         | 0         | 0         | 121   | 57    | 36    |
| 2001-2002             | FC Barcelone          | D1                    | 36          | 17          | 4           | 1               | 0               | -               | -                 | -                 | -                 | C1                  | 12                  | 4                   | 3                   | 2         | 0         | 0         | 51    | 21    | 7     |
| 2002-2003             | FC Barcelone          | D1                    | 36          | 13          | 6           | 1               | 0               | -               | -                 | -                 | -                 | C1                  | 16                  | 7                   | 1                   | 5         | 3         | 0         | 58    | 23    | 7     |
| 2003-2004             | FC Barcelone          | D1                    | 33          | 14          | 3           | 5               | 2               | -               | -                 | -                 | -                 | C3                  | 7                   | 3                   | 0                   | 11        | 4         | 0         | 56    | 23    | 3     |
| 2004-2005             | AS Monaco (prêt)      | D1                    | 29          | 8           | 3           | 5               | 6               | -               | 1                 | 0                 | -                 | C1                  | 7                   | 4                   | 0                   | 9         | 2         | 1         | 51    | 20    | 4     |
| 2005-2006             | FC Séville (prêt)     | D1                    | 29          | 9           | 2           | -               | -               | -               | -                 | -                 | -                 | C3                  | 12                  | 6                   | 2                   | 7         | 1         | 2         | 48    | 16    | 6     |
| 2006-2007             | FC Barcelone          | D1                    | 18          | 5           | 2           | 7               | 7               | 1               | -                 | -                 | -                 | C1                  | 12                  | 4                   | 3                   | 2         | 0         | 0         | 39    | 16    | 6     |
| Sous-total            | Sous-total            | Sous-total            | 123         | 49          | 15          | 15              | 9               | 1               | -                 | -                 | -                 | -                   | 53                  | 14                  | 4                   | 21        | 8         | 0         | 212   | 80    | 20    |
| 2007-2008             | Real Madrid           | D1                    | 9           | 3           | 0           | 6               | 0               | 0               | -                 | -                 | -                 | C1                  | 2                   | 0                   | 0                   | 3         | 0         | 0         | 20    | 3     | 0     |
| 2008-2009             | Real Madrid           | D1                    | 8           | 1           | 1           | 2               | 1               | 0               | -                 | -                 | -                 | C1                  | 4                   | 0                   | 0                   | -         | -         | -         | 14    | 2     | 1     |
| Sous-total            | Sous-total            | Sous-total            | 17          | 4           | 1           | 8               | 1               | 0               | -                 | -                 | -                 | -                   | 6                   | 0                   | 0                   | 3         | 0         | 0         | 34    | 5     | 1     |
| 2009-2010             | Benfica Lisbonne      | D1                    | 27          | 11          | 5           | 2               | 1               | 0               | 4                 | 1                 | 1                 | C3                  | 11                  | 6                   | 5                   | -         | -         | -         | 44    | 19    | 11    |
| 2010-2011             | Benfica Lisbonne      | D1                    | 24          | 9           | 9           | 6               | 3               | 6               | 4                 | 1                 | 0                 | SU+C1+C3            | 1+6+6               | 0+0+1               | 0                   | -         | -         | -         | 47    | 14    | 15    |
| 2011-2012             | Benfica Lisbonne      | D1                    | 18          | 4           | 6           | 2               | 1               | 0               | 5                 | 1                 | 1                 | C1                  | 6                   | 0                   | 1                   | -         | -         | -         | 31    | 6     | 8     |
| Sous-total            | Sous-total            | Sous-total            | 69          | 24          | 20          | 10              | 5               | 6               | 13                | 3                 | 2                 | -                   | 29                  | 7                   | 6                   | -         | -         | -         | 121   | 39    | 34    |
| 2012-2013             | Málaga CF             | D1                    | 27          | 8           | 3           | 4               | 0               | 1               | -                 | -                 | -                 | C1                  | 6                   | 1                   | 0                   | -         | -         | -         | 37    | 9     | 4     |
| 2013-2014             | Olympiakos            | D1                    | 25          | 12          | 4           | 4               | 0               | 0               | -                 | -                 | -                 | C1                  | 5                   | 2                   | 1                   | -         | -         | -         | 34    | 14    | 5     |
| 2014                  | Olympiakos            | D1                    | 1           | 0           | 0           | -               | -               | -               | -                 | -                 | -                 | -                   | -                   | -                   | -                   | -         | -         | -         | 1     | 0     | 0     |
| Sous-total            | Sous-total            | Sous-total            | 26          | 12          | 4           | 4               | 0               | 0               | -                 | -                 | -                 | -                   | 5                   | 2                   | 1                   | -         | -         | -         | 35    | 14    | 5     |
| 2014-2015             | Hellas Vérone         | D1                    | 15          | 1           | 2           | 1               | 1               | 0               | -                 | -                 | -                 | -                   | -                   | -                   | -                   | -         | -         | -         | 16    | 2     | 2     |
| 2015                  | River Plate           | D1                    | 13          | 0           | 2           | -               | -               | -               | -                 | -                 | -                 | CL+CS+CSB           | 3                   | 0                   | 0                   | -         | -         | -         | 16    | 0     | 2     |
| Total sur la carrière | Total sur la carrière | Total sur la carrière | 434         | 160         | 76          | 47              | 22              | 8               | 14                | 3                 | 2                 | -                   | 139                 | 47                  | 25                  | 41        | 11        | 3         | 675   | 243   | 114   |

### Buts internationaux
| 0   | Date             | Lieu                                         | Compétition                                      | Résultat | Adversaire    | Détail | Détail | Sél. |
| --- | ---------------- | -------------------------------------------- | ------------------------------------------------ | -------- | ------------- | ------ | ------ | ---- |
| 1er | 30 avril 2003    | Stade du 11 Juin, Tripoli, Libye             | Match amical                                     | V 1-3    | Libye         | 23e    | 0-1    | 6e   |
| 2e  | 8 juin 2003      | Stade Nagai, Osaka, Japon                    | Coupe Kirin 2003                                 | V 1-4    | Japon         | 30e    | 0-1    | 7e   |
| 3e  | 11 juin 2003     | Stade Sang-am, Séoul, Corée du Sud           | Match amical                                     | V 0-1    | Corée du Sud  | 43e    | 0-1    | 8e   |
| 4e  | 30 juin 2004     | Giants Stadium, East Rutherford, États-Unis  | Match amical                                     | V 2-1    | Pérou         | 73e    | 2-1    | 16e  |
| 5e  | 7 juillet 2004   | Estadio Elías Aguirre, Chiclayo, Pérou       | Premier tour de la Copa América 2004             | V 6-1    | Équateur      | 64e    | 2-1    | 17e  |
| 6e  | 7 juillet 2004   | Estadio Elías Aguirre, Chiclayo, Pérou       | Premier tour de la Copa América 2004             | V 6-1    | Équateur      | 75e    | 3-1    | 17e  |
| 7e  | 7 juillet 2004   | Estadio Elías Aguirre, Chiclayo, Pérou       | Premier tour de la Copa América 2004             | V 6-1    | Équateur      | 79e    | 4-1    | 17e  |
| 8e  | 17 novembre 2004 | Stade Monumental, Buenos Aires, Argentine    | Éliminatoires Coupe du monde 2006                | V 3-2    | Venezuela     | 65e    | 3-1    | 22e  |
| 9e  | 15 juin 2005     | RheinEnergieStadion, Cologne, Allemagne      | Premier tour de la Coupe des confédérations 2005 | V 2-1    | Tunisie       | 57e    | 2-0    | 26e  |
| 10e | 10 juin 2006     | FIFA WM-Stadion Hamburg, Hambourg, Allemagne | Premier tour de la Coupe du monde 2006           | V 2-1    | Côte d'Ivoire | 38e    | 2-0    | 32e  |
| 11e | 6 février 2007   | Stade de France, Saint-Denis, France         | Match amical                                     | V 0-1    | France        | 15e    | 0-1    | 36e  |

## Palmarès

### En équipe nationale
Argentine
- Vainqueur de la Coupe du monde des moins de 20 ans en 2001
- Finaliste de la Copa América en 2004
- Finaliste de la Coupe des confédérations en 2005

 Argentine olympique
- Champion olympique en 2004

### En club
River Plate
- Championnat d'Argentine en 1999 (Ouverture) et 2000 (Clôture)

 FC Barcelone
- Vice-champion d'Espagne en 2004 et 2007

 Séville FC
- Vainqueur de la Coupe UEFA en 2006

 Real Madrid
- Champion d'Espagne en 2008

 Benfica Lisbonne
- Champion du Portugal en 2010
- Vainqueur de la Coupe de la Ligue portugaise en 2010, 2011 et 2012

 Olympiakós Le Pirée
- Champion de Grèce en 2014 et 2015

### Distinctions personnelles
En 1999, Javier Saviola termine meilleur buteur du Tournoi d'ouverture du championnat d'Argentine. Il est ensuite élu meilleur joueur sud-américain de l'année.
En 2001, il termine meilleur joueur et meilleur buteur de la Coupe du monde des moins de 20 ans 2001 (onze buts). Il détient le record du plus grand nombre de buts inscrit en une édition. De plus, il est le premier joueur depuis Geovani en 1983 à remporter à la fois le Ballon d’Or et le Soulier d’Or adidas.
Il est le meilleur buteur de la coupe de France en 2004-2005.
En 2004, Saviola est nommé au FIFA 100, liste de footballeurs ayant marqué leur génération signée par Pelé et publiée pour les cent ans de la FIFA.